# Amphilophus robertsoni
Amphilophus robertsoni là loài cá thuộc họ Cá hoàng đế được biết bởi tên phổ biến "Robertson's cichlid", "false firemouth", và "turquoise cichlid". Thức ăn của cá bao gồm 13% là con mồi lẩn tránh do 6.2% hàm lồi của nó bắt được trong khi ăn.